# Provisorischer Rat des Herzogtums Masowien
Der Provisorische Rat des Herzogtums Masowien  (Rada Zastępcza Tymczasowa Księstwa Mazowieckiego) war eine Interimsregierung  von Warschau und der Woiwodschaft Masowien die vom 19. April bis zum 27. Mai 1794 bestand. Er wurde während des Kościuszko-Aufstands ins Leben gerufen, nachdem bei einer Revolte in Warschau an den beiden Vortagen die dortige russische Garnison vernichtet worden war. Oberhaupt war Ignacy Wyssogota Zakrzewski, Bürgermeister von Warschau.

## Aufgabenbereiche
Der Rat bestand aus vier Aufgabenbereichen.
- Aufgabenbereich der Diplomatie: Eliasz Aloe, Antoni Augustyn Deboli, Ksawery Działyński, Antoni Dzieduszycki, Michał Kochanowski, Jan Nepomucen Małachowski, Tadeusz Mostowski, Michał Wulfers
- Aufgabenbereich Polizei und Sicherheit: Ignacy Wyssogota Zakrzewski
- Aufgabenbereich Schatzmeister und Steuern: Andrzej Ciemniewski, Franciszek Gautier, Jan Kiliński, Stanisław Ledóchowski, Piotr Franciszek Potocki, Stanisław Rafałowicz, Szymon Szydłowski, Ignacy Zajączek
- Aufgabenbereich des Militär: Jan Nepomucen Horain, Franciszek Makarowicz, Stanisław Mokronowski, Mikołaj Radziwiłł, Franciszek Tykiel, Józef Wasilewski, Klemens Węgierski, Józef Wybicki